# École d'art de La Chaux-de-Fonds
L'école d'art de La Chaux-de-Fonds est créée en 1872. Elle fait aujourd'hui partie du Centre de formation professionnelle neuchâtelois (CPNE).

## Historique

### Fondation et premières années

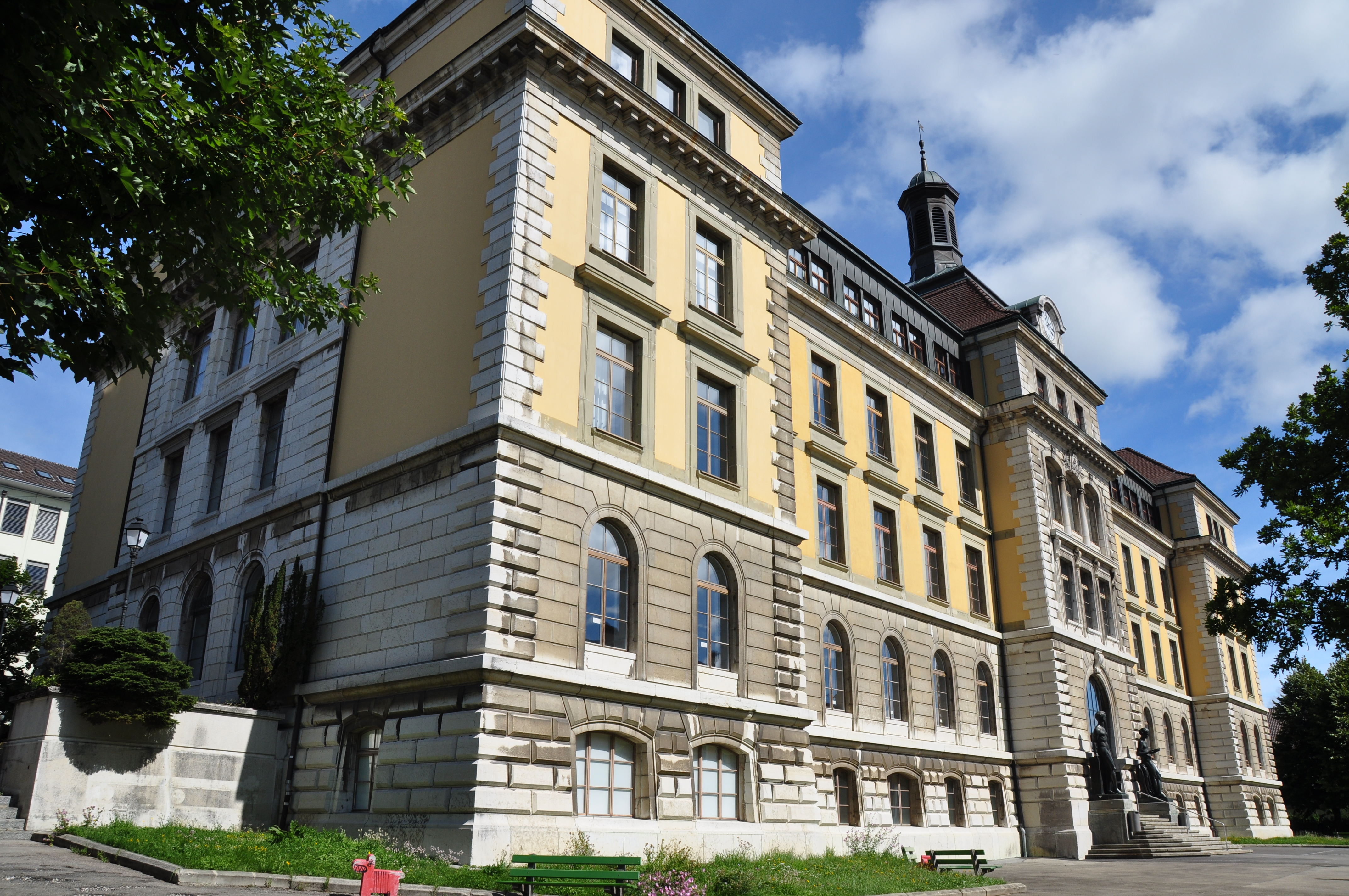
Le Collège industriel (rue du Progrès 33) abritant actuellement la Bibliothèque de la ville de La Chaux

L'école d'art de La Chaux-de-Fonds tire ses origines des cours de dessin mis en place par la Société des patrons graveurs en 1870. Ces derniers, face à la concurrence de Besançon et Genève constituent en 1868 une commission qui a pour tâche d'étudier la possibilité de créer à La Chaux-de-Fonds une école d'arts appliqués à l'industrie. Sur cette impulsion, l'école est fondée en 1872. L'école s'installe en 1877 dans le collège sis à la rue du Progrès 33, dans lequel est aussi installé la bibliothèque de la ville,. Une subvention de 5 000 francs est accordée à l'école en 1886 pour créer des cours de gravure. L'enseignement est axé sur l'industrie horlogère avec des cours de gravure, d'émail et de sertissage, crées en 1900.

### Le Cours supérieur d'art et de décoration
Charles L'Eplattenier est engagé en tant que professeur de composition décorative le 3 mars 1898. Il ouvre en 1905 le cours supérieur d'art et de décoration destinés aux élèves souhaitant apprendre l'industrie d'art. Emmenant ses élèves dans la nature, L'Eplattenier développe un vocabulaire décoratif régional inspiré de l'Art nouveau qui deviendra le Style sapin,.

### 1912-1945
L'arrivée au pouvoir des socialistes à la ville marque un renouvellement de la commission de l'école qui ouvre la voie à une refonte des programmes d'enseignement. Le nombre d'élèves diminue fortement pendant la Première et la Deuxième guerre mondiale. Le manque de débouchés professionnels en pleine crise horlogère provoquent la fermeture de la classe de guillochage en 1920, et celle de gravure en 1923. L'école d'art rejoint en 1922 le Technicum, résultat de la fusion des écoles d'horlogerie de La Chaux-de-Fonds et du Locle. L'école d'art le Technicum déménagent en 1945 dans les anciens locaux de l'école d'horlogerie, à la rue du Progrès 38-40.

### De 1948 à nos jours
Les effectifs de l'école étant en forte baisse, les cours de bijouterie s'ouvrent aux jeunes filles. Le Technicum disparaît au profit du Centre professionnel de formation professionnelle du Jura neuchâtelois (CPNJ). L'école continue à se diversifier en créant un cours de graphisme en 1985. L'arrivée de l'informatique dans les années 1980 force l'école à actualiser ses cours et à équiper ses classes.
Le CPNJ devient en 1995 le CIFOM, Centre interrégional de formation des montagnes neuchâteloises.
Les divers centres de formation professionnels du canton de Neuchâtel fusionnent en 2022 pour former le Centre de formation professionnelle neuchâtelois (CPNE), dont l'école d'art est une filière.

## Anciens élèves
- Adrien Holy
- Charles-Edouard Jeanneret
- Léon Perrin
- Jeanne Perrochet